# Liam Payne
Liam James Payne (Wolverhampton, 29 augustus 1993 – Buenos Aires, 16 oktober 2024) was een Brits singer-songwriter. Hij werd in 2010 bekend als lid van de Brits-Ierse boyband One Direction. In 2016 tekende Payne een contract bij Republic Records in de Verenigde Staten.

## Levensloop

### Jeugd en begin carrière
Liam James Payne werd geboren op 29 augustus 1993 in Wolverhampton als zoon van Karen en Geoff Payne. Hij had twee oudere zussen, Nicola en Ruth. Payne werd drie weken te vroeg geboren, waardoor hij in zijn vroege jaren vaak naar het ziekenhuis moest. Een van zijn nieren werkte niet naar behoren en hij kreeg dagelijks injecties om zijn aandoening te behandelen.
In 2008 deed Payne voor het eerst mee aan de Britse zangcompetitie The X Factor. Hij was toen veertien jaar oud en bereikte de "Judges' houses", maar werd door Simon Cowell naar huis gestuurd, omdat hij te jong was. Cowell moedigde hem aan om "over een jaar of twee" terug te komen.

### X Factor en doorbraak met One Direction
In 2010 deed Payne opnieuw mee aan The X Factor en zong het nummer Cry Me a River van Michael Bublé. Na positieve reacties van de juryleden ging hij door naar de tweede ronde, maar kwam niet verder. Na overleg tussen Cowell en Nicole Scherzinger werd hij, samen met Harry Styles, Louis Tomlinson, Niall Horan en Zayn Malik, teruggeroepen om een groep te vormen: One Direction. De groep eindigde op de derde plaats in de competitie, maar tekende een contract bij Syco Entertainment, het platenlabel van Cowell.
De debuutsingle van One Direction, What Makes You Beautiful, werd in september 2011 uitgebracht. Payne schreef mee aan veel nummers van de band, inclusief een groot deel van het derde en vierde album.

### Solocarrière
Na de pauze van One Direction in 2016 begon Payne aan zijn solocarrière. Hij werkte samen met verschillende artiesten en bracht in 2017 zijn eerste solo-single Strip That Down uit. In januari 2018 verscheen For You, een duet met Rita Ora, dat gebruikt werd voor de soundtrack van de film Fifty Shades Freed. Paynes laatste single, Teardrops, werd uitgebracht in maart 2024.

### Privéleven
In 2017 werd Payne vader van een zoon uit zijn relatie met zangeres Cheryl Cole. Payne had later relaties met model Maya Henry en Kate Cassidy. Hij was tot aan zijn overlijden samen met Kate Cassidy, met wie hij sinds oktober 2022 een relatie had.
Payne sprak openlijk over zijn worsteling met alcoholisme tijdens zijn tijd bij One Direction. Eind 2023 verklaarde hij volledig nuchter te zijn na een periode in een afkickkliniek.

### Overlijden
Payne overleed op 16 oktober 2024 op 31-jarige leeftijd na een val van een hotelbalkon in Buenos Aires.

## Discografie

### Albums
| Album met eventuele hitnotering(en) in de Nederlandse Album Top 100 | Datum van verschijnen | Datum van binnenkomst | Hoogste positie | Aantal weken | Opmerkingen |
| ------------------------------------------------------------------- | --------------------- | --------------------- | --------------- | ------------ | ----------- |
| LP1                                                                 | 06-12-2019            |                       | 82              | 1*           |             |

### Singles
| Single met eventuele hitnotering(en) in de Nederlandse Top 40 | Datum van verschijnen | Datum van binnenkomst | Hoogste positie | Aantal weken | Opmerkingen                                                                |
| ------------------------------------------------------------- | --------------------- | --------------------- | --------------- | ------------ | -------------------------------------------------------------------------- |
| Strip That Down                                               | 2017                  | 17-06-2017            | 28              | 11           | met Quavo / Nr. 21 in de Single Top 100                                    |
| Get Low                                                       | 2017                  | 15-07-2017            | tip7            | -            | met Zedd / Nr. 81 in de Single Top 100                                     |
| Bedroom Floor                                                 | 2017                  | 28-10-2017            | tip12           | -            |                                                                            |
| For You                                                       | 2018                  | 20-01-2018            | 21              | 17           | Soundtrack Fifty Shades Freed / met Rita Ora / Nr. 35 in de Single Top 100 |
| Familiar                                                      | 2018                  | 14-07-2018            | 35              | 4            | met J Balvin                                                               |
| First Time                                                    | 2018                  | 01-09-2018            | tip10           | -            | met French Montana                                                         |
| Polaroid                                                      | 2018                  | 08-12-2018            | 20              | 10           | met Jonas Blue & Lennon Stella / Nr. 92 in de Single Top 100               |
| Stack It Up                                                   | 2019                  | 28-09-2019            | tip15           | -            | met A Boogie wit da Hoodie                                                 |
| Midnight                                                      | 2020                  | 11-04-2020            | tip10           | -            | met Alesso                                                                 |
| Sunshine                                                      | 2021                  | 04-09-2021            | tip26*          |              |                                                                            |

| Single met hitnotering(en) in de Vlaamse Ultratop 50 | Datum van verschijnen | Datum van binnenkomst | Hoogste positie | Aantal weken | Opmerkingen                                         |
| ---------------------------------------------------- | --------------------- | --------------------- | --------------- | ------------ | --------------------------------------------------- |
| Strip That Down                                      | 2017                  | 24-06-2017            | 39              | 8            |                                                     |
| Get Low                                              | 2017                  | 15-07-2017            | Tip 22          | -            | met Zedd                                            |
| Bedroom Floor                                        | 2017                  | 28-10-2017            | -               |              |                                                     |
| For You                                              | 2018                  | 20-01-2018            | 8               | 19           | Soundtrack Fifty Shades Freed / met Rita Ora / Goud |
| Familiar                                             | 2018                  | 14-07-2018            | Tip 23          | -            | met J Balvin                                        |
| Polaroid                                             | 2018                  | 01-12-2018            | 29              | 18           | met Jonas Blue & Lennon Stella                      |
| Stack It Up                                          | 2019                  | 28-09-2019            | Tip 17          | -            | met A Boogie wit da Hoodie                          |
| All I Want (for Christmas)                           | 2019                  | 28-12-2019            | 30              | 1            |                                                     |

### Ep's
- First time (2018)

## Filmografie
| Jaar | Titel                           | Rol      | Opmerkingen                                                                       |
| ---- | ------------------------------- | -------- | --------------------------------------------------------------------------------- |
| 2010 | The X Factor                    | Zichzelf | Deelnemer                                                                         |
| 2012 | iCarly                          | Zichzelf | Gastrol                                                                           |
| 2012 | Saturday Night Live             | Zichzelf | Muzikale gast Saturday Night Live (seizoen 37)                                    |
| 2013 | One Direction: This Is Us       | Zichzelf |                                                                                   |
| 2013 | Saturday Night Live             | Zichzelf | Muzikale gast Saturday Night Live (seizoen 39)                                    |
| 2014 | Where We Are - The Concert Film | Zichzelf |                                                                                   |
| 2014 | Saturday Night Live             | Zichzelf | Muzikale gast Saturday Night Live (seizoen 40)                                    |
| 2014 | One Direction: The TV Special   | Zichzelf |                                                                                   |
| 2014 | Dynamo: Magician Impossible     | Zichzelf | Gastrol; seizoen 4, aflevering 1                                                  |
| 2014 | Dancing with the Stars          | Zichzelf | Gastrol; seizoen 19, aflevering 13                                                |
| 2016 | Family guy                      | Zichzelf | Stem; aflevering; "Run, Chris, Run"                                               |
| 2017 | Drop the mic                    | Zichzelf | Aflevering; "Niecy Nash vs. Cedric the Entertainer / Liam Payne vs. Jason Derulo" |

- Biblioteca Nacional de España: XX5309102
- Bibliothèque nationale de France: cb17774590x (data)
- Catàleg d'autoritats de noms i títols de Catalunya: 981058615019606706
- Gemeinsame Normdatei: 1161183086
- International Standard Name Identifier: 0000 0003 8327 2943
- Library of Congress Control Number: no2012116815
- MusicBrainz: 93ae8651-24ee-406c-b927-eb7cd773ae38
- Nationale Bibliotheek van Tsjechië: xx0246176
- Istituto Centrale per il Catalogo Unico: DDSV221752
- Virtual International Authority File: 267692915
- WorldCat: E39PBJcGkwYcbCyRmMKG6CPYT3